# Neudörfl
Neudörfl (informalmente anche Neudörfl an der Leitha, in ungherese: Lajtaszentmiklós) è un comune austriaco di 4 405 abitanti nel distretto di Mattersburg, in Burgenland; ha lo status di comune mercato (Marktgemeinde).